# ساکارومایسس بولاردی
ساکارومایسس بولاردی (Saccharomyces boulardii) یک گونه مخمر است که توسط دانشمند فرانسوی Henri Boulard از میوه های لوچی و منگوسنت در سال 1923 جداسازی و شناسایی شده است. بولارد زمانی که مشاهده کرد که بومیان آسیای جنوب شرقی برای کنترل علائم بیماری وبا از پوست لسی و منگوستین استفاده می کنند، این مخمر را جدا سازی کرد. در بیماران سالم، S. boulardii  به عنوان یک مخمر غیر پاتوژن و غیر سیستمیک شناخته شده است (در دستگاه گوارش باقی می ماند و به بقیه قسمت های بدن گسترش نمی‌یابند). 
ساکارومایسس مهم‌ترین مخمر صنعتی برای تولید محصولات بیوشیمیایی، پروتئین‌های نوترکیب و پروتئین تک‌یاخته است. جنس ساکارومایسس شامل دو گونه مشهور ساکارومیسس سرویزیه و ساکارومیسس بولاردی است. ساکارومیسس بولاردی یک سویه از ساکارومیسس سرویزیه (S. cerevisiae) است که تا 99 درصد وابستگی ژنومی دارند. در نامگذاری علمی S. cerevisiae var boulardii نیز نامیده می شود. ساکارومیسس بولاردی به عنوان یک پروبیوتیک شناخته شده است و به منظور بهبود وضعیت فلور میکروبی روده بزرگ و کوچک به کار می رود و برای پیشگیری در برابر میکروارگانیسم های بیماریزا در میزبان مورد استفاده قرار می گیرد.

## تولید ساکارومایسس بولاردی غنی از آهن
حدود نیمی از 1.62 میلیارد مورد کم خونی به دلیل رژیم غذایی نامناسب و کمبود آهن است. در حال حاضر استفاده از مخمرهای غنی شده با آهن به دلیل قابلیت تبدیل زیستی ترکیبات معدنی به شکل آلی می تواند به عنوان موثرترین و ممکن ترین راه برای پیشگیری و درمان کم خونی مورد استفاده قرار گیرد. در این تحقیق برای اولین بار از Saccharomyces (S.) boulardii برای غنی سازی آهن با این هدف استفاده شد که خواص پروبیوتیکی مخمر علاوه بر بهبود فراهمی زیستی آهن، یک مکمل آهن بالقوه را فراهم کند. همچنین به دلیل مقاومت بالاتر نسبت به سایر سویه های ساکارومایسس در برابر تنش ها، می تواند از آهن در برابر دمای فرآوری و شرایط اسیدی- آنزیمی معده محافظت کند. بنابراین، تأثیر سه متغیر مهم شامل غلظت آهن، ملاس و KH2PO4 بر رشد و تبدیل زیستی مخمر با طرح باکس بنکن (BBD) بررسی شد.